# Miguel de Andrés
Miguel de Andrés Barace (Ochagavía, 8 ottobre 1957) è un ex calciatore spagnolo, di ruolo centrocampista.

## Carriera

### Club
Cresciuto nella cantera dell'Athletic Bilbao, viene mandato per un paio d'anni nella squadra riserve, con cui ottiene una promozione in Segunda División B. Nel 1978-1979 viene mandato in prestito al Castellón nella Segunda División spagnola, per fare rientro al club basco l'anno successivo.
Dopo la prima partita, giocata ancora con il Bilbao Athletic, il 9 settembre 1979 debutta con la prima squadra nella Liga durante Salamanca UDS-Athletic (2-1).
Negli anni seguenti diventa un punto fisso del centrocampo dei rojiblancos collezionando, in nove stagioni, 268 presenze (198 in campionato) e 12 gol, e vincendo due campionati, una Coppa del Re e una Supercoppa di Spagna.
Conclude la carriera al termine della stagione 1987-1988, rimanendo comunque in società in veste di osservatore.

### Nazionale
Il suo debutto con la Nazionale di calcio della Spagna avviene il 18 gennaio 1984, nell'amichevole persa dagli iberici contro l'Ungheria per 1-0.
La successiva presenza è anche l'ultima e risale a Spagna-Danimarca 2-1 dell'11 aprile 1984.

## Palmarès

### Competizioni nazionali
- Campionato spagnolo: 2

Athletic Bilbao: 1982-1983, 1983-1984
- Coppa di Spagna: 1

Athletic Bilbao: 1984
- Supercoppa di Spagna: 1

Athletic Bilbao: 1984